# Beukenburg
Landgoed Beukenburg is een landgoed ten noorden van de Groenekanseweg aan de oostkant van Groenekan. Het ligt op de grens van de Utrechtse Heuvelrug met het veenweidegebied. Aan het landgoed grenzen de bosgebieden van De Leyen en de Ridderoordse Bossen in Bilthoven. Het landgoed bestaat uit ongeveer 85 ha. bos en 100 ha. landbouwgrond. Beukenburg is sinds 2003 eigendom van Het Utrechts Landschap en behoort tot de ecologische hoofdstructuur van Nederland.
In de percelen van het landgoed is de middeleeuwse strokenverkaveling uit de ontginningstijd nog zichtbaar. De aanleg bestaat uit hakhoutpercelen en parkbos met monumentale beukenlanen. Op het landgoed zijn dassen gesignaleerd.
Beukenburg ontstond in de 17de eeuw als herenboerderij met landerijen. In de 18de eeuw werd een groot deel bebost voor de houtproductie. Rond 1810 werd de herenboerderij vervangen door een herenhuis. Daarbij werd een park aangelegd in Engelse landschapsstijl. Het landgoed was eeuwenlang in bezit van de familie Quarles van Ufford.
In de periode 1890-1902 werd het herenhuis aanzienlijk vergroot tot een landhuis. In 1925 liet John E.W. Twiss Quarles van Ufford het meer dan veertig kamers tellende landhuis slopen. Het koetshuis bleef bewaard, evenals een van de vier boerderijen. Architect Frans den Tex ontwierp daarna een houten jachtpaviljoen aan de zuidzijde van de Beukenburgerlaan. Nadat mevrouw Twiss Quarles van Ufford in 1948 vertrok werd dit paviljoen tot 1996 gebruikt als familiepension voor hulpbehoevenden, verpleeghuis en deed ten slotte dienst als asielzoekerscentrum.
Deze bebouwing aan de Beukenburgerlaan werd in 2008 gesloopt. Op de plaats van het historische landhuis werd het huidige moderne huis gebouwd van glas, hout en koper en omringd door een droge gracht.

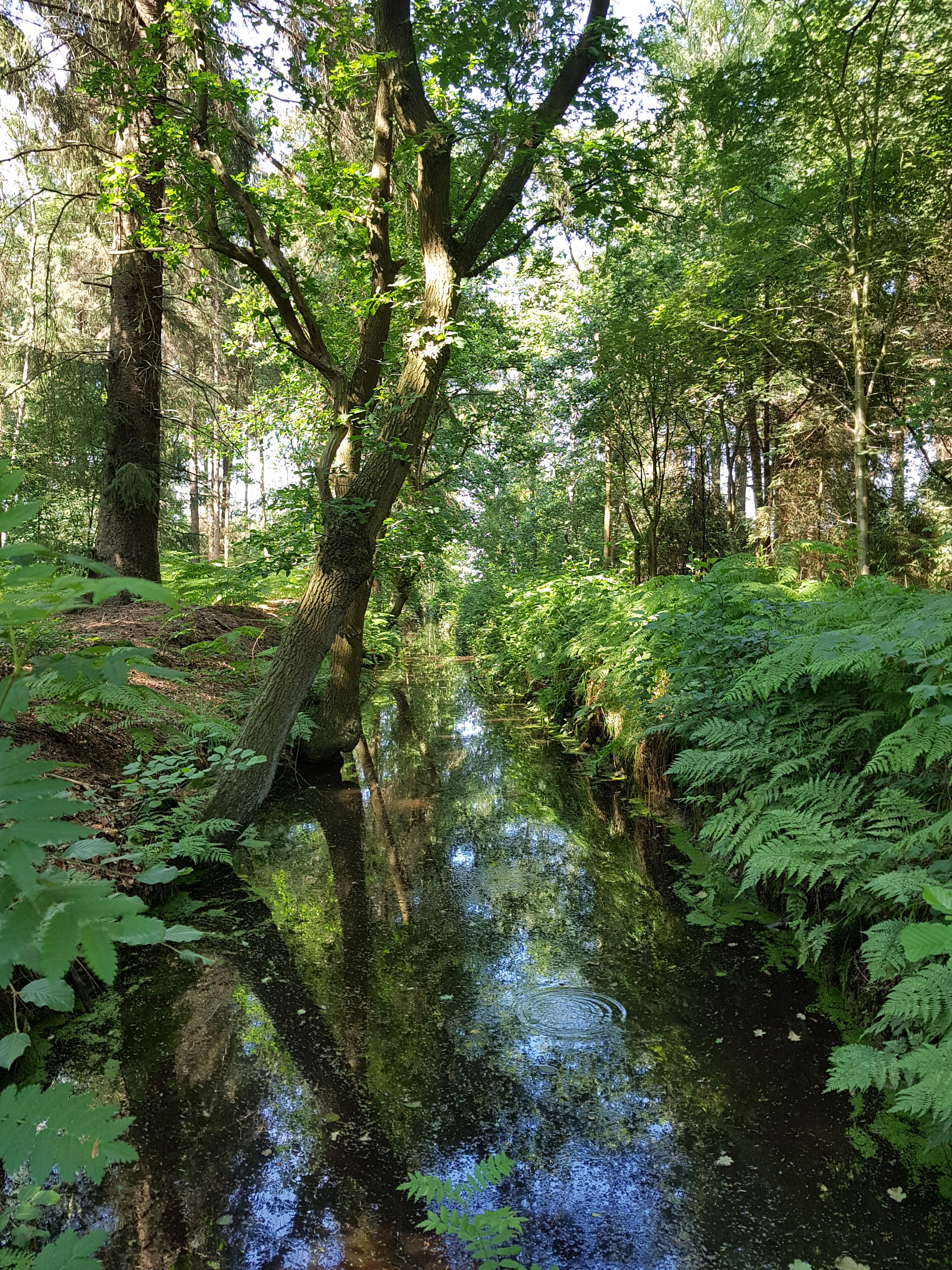
Watergang
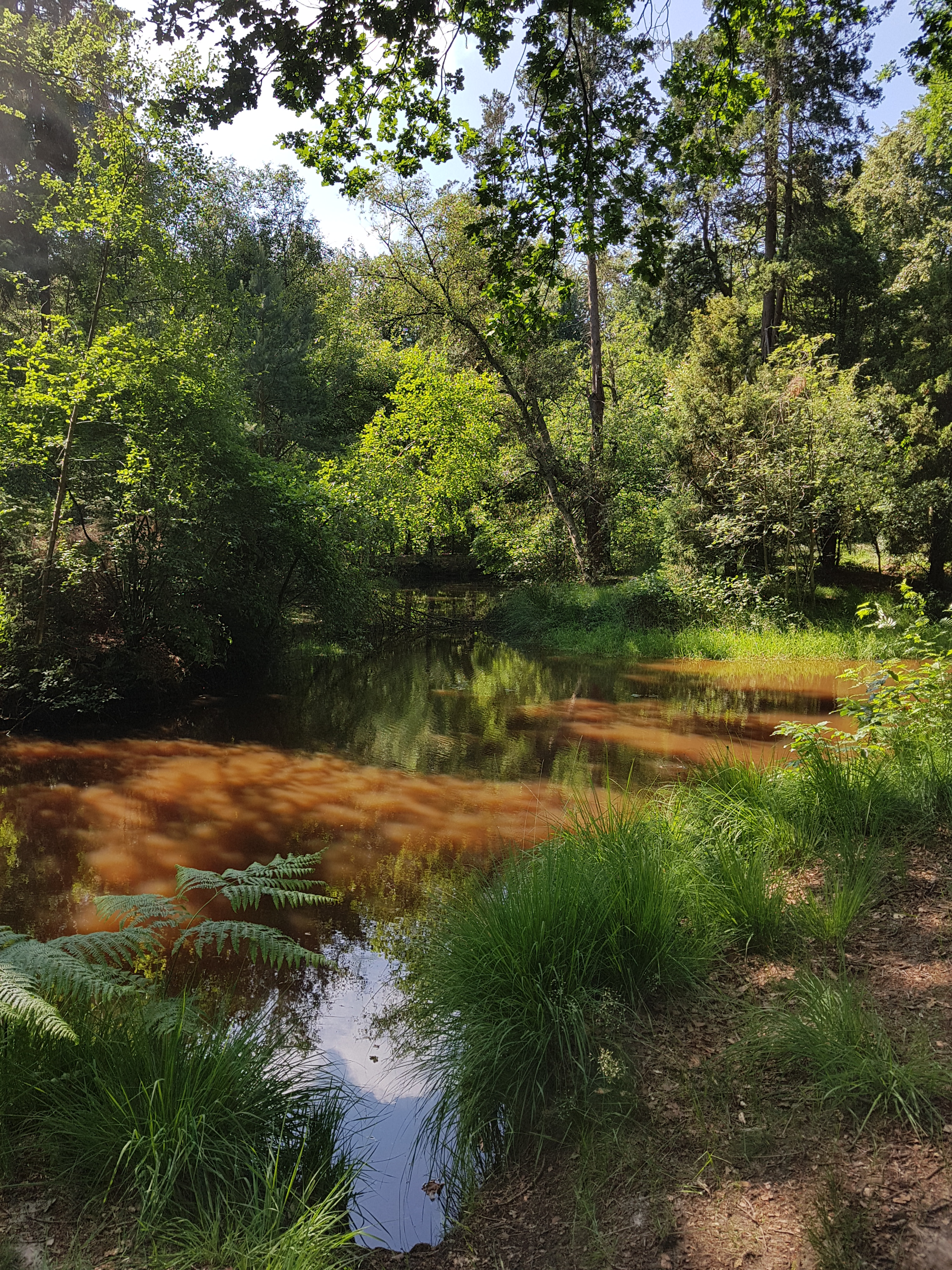
Vijver